# Aardbeving Andamanen 2009
De aardbeving op de Indiase eilandengroep de Andamanen op 11 augustus 2009, 01:45 lokale tijd (19:55 UTC), was een aardbeving van 7,5 op de schaal van Richter. Het was de sterkste aardbeving sinds 2004 in deze regio. Het epicentrum lag 260 km ten noorden van Port Blair. De trillingen werden gevoeld tot in Bangladesh, Thailand en Indonesië. Er was ook een tsunamiwaarschuwing uitgegeven voor India, Myanmar, Bangladesh, Indonesië en Thailand. Deze werden later weer ingetrokken. Er zijn geen gevallen bekend van gewonden of slachtoffers, enkel huizen op de eilanden hadden schade.
Op dezelfde tijd was er ook een aardbeving van 6,5 op de schaal van Richter in Japan.